# Ґлоґова (Турецький повіт)
Ґлоґова (пол. Głogowa) — село в Польщі, у гміні Владиславув Турецького повіту Великопольського воєводства.
Населення — 167 осіб (2011).
У 1975-1998 роках село належало до Конінського воєводства.

## Демографія
Демографічна структура станом на 31 березня 2011 року:
|          | Загалом | Допрацездатний вік | Працездатний вік | Постпрацездатний вік |
| -------- | ------- | ------------------ | ---------------- | -------------------- |
| Чоловіки | 89      | 11                 | 71               | 7                    |
| Жінки    | 78      | 13                 | 41               | 24                   |
| Разом    | 167     | 24                 | 112              | 31                   |